# Історія ветеринарії
Данні про ветеринарну медицину, її започаткування у вигляді народної практики в лікуванні худоби, говорять про її існування з IV століття до нашої ери — вчений Стародавньої Греції Арістотель описав сап, як заразну хворобу коней. Стародавні дослов’янські племена трипільської матеріальної культури, що заселяли територію України наприкінці IV-II тисячоліть до н. е., вже займалися землеробством і тваринництвом, а отже і скотолікуванням. Тваринництво і народна ветеринарна медицина були розвинуті і в інших дослов’янських племен — скіфів (арійців) і сарматів, що жили у причорноморських степах.
У всесвітньому аспекті в історії ветеринарної медицини умовно виділено три періоди: 
- стародавня — від найдавніших часів до падіння Західної Римської імперії (476 рік н. е.)
- середніх віків — від періоду Західної Римської імперії до Відродження (476-1500 роки н. е.)
- нового часу — від 1500 року н. е. до заснування ветеринарних закладів
- від часу заснування ветеринарних закладів до сьогодення[2].

Збереглися перші повідомлення про сибірку (979), про сказ (1077). Протягом багатьох століть, починаючи з періоду до нашої ери і до XVIII-XIX ст., ветеринарна справа на території України розвивалася надзвичайно повільно і перебувала в зародковому стані, тобто — надавалася примітивна лікувальна допомога скотарями й пастухами. Перші повідомлення про лікування тварин з’явилися у слов’ян, що жили на берегах Балтійського моря, Дніпра, Дунаю:11.
Перш і представники ветеринарної спеціальності — «конєвиє лєкарі», «кровопуски», «коновали» та інші, що займалися лікуванням тварин, —  з’явилися у XV столітті. Хвороби тварин та людини в глибоку давнину називалися «моровими» чи «пошесними» (в давніх арабських рукописах сибірка іменувалася як «шоста єгипетська виразка» або як «перський  вогонь»). На той період не існувало будь-яких законодавчих актів, інструкції у зв’язку з низьким рівнем пізнань про суть хвороб. Для цього знадобилися тисячоліття.

## Становлення законодавчої бази
В Україні у ХІ-XV столітті органи державного управління як такі були відсутні, проте з'явилися перші посади князівських конюхів, вівчарів та пастухів. У періодиці Київської Русі такій, як «Руська правда» (ХІ ст.), «Правда Ярославичів» (1072) є перші настанови, щодо врегулювання ветеринарної справи.
Поява перших указів з питань ветеринарної медицини відноситься до XV—XVI століть, що було обумовлене спустошливими епізоотіями сибірки, чуми  великої рогатої худоби та інших інфекційних хвороб.
У період панування Московського царства та Російської імперій також інформацію щодо ветеринарної діяльності публікували і у періодиці: «Домострой» (1560) контролюючий орган — «Конюший приказ» (з 1496), Указ «Про заходи перестороги від падежу худоби» (1730) — «Аптекарський приказ» (з 1620), «Збірник різних найкращих настанов і запобіжних засобів від падежу худоби виданий на користь сільських жителів» (1763) — «Медична канцелярія» (1725-1726) і тд. 
Зокрема до 1602 року відноситься розпорядження царя Бориса Годунова про влаштування прикордонних застав «по всьому Смоленському тракту з Литвою у зв’язку з виниклою там «моровою хворобою», щоб ніхто з Литви та в Литву не ходив». А у 1640 році видається перший урядовий указ «Про попередження від загибелі тварин та людей від хвороб», у якому викладені перші організаційні, профілактичні, протиепізоотичні та протиепідемічні заходи по боротьбі з сибіркою в Росії:12.
У 1711-1714 роках у Європі загинуло від чуми 1,5 млн голів великої рогатої худоби, в Голландії за ці роки від чуми загинула майже вся велика рогата худоба. У зв’язку з таким становищем на Русі було введено карантинні заходи по боротьбі з епідеміями та епізоотіями («моровыми поветриями»):
- влаштування застав навколо заморних місць
- ізоляція хворих тварин, закопування трупів
- використання деяких засобів та способів дезінфекції[1]:12.

Перші законодавчі акти стосувалися окремих небезпечних хвороб, відповідальність за їх виконання була покладена на поліцію та приватних  власників худоби. Вперше посаду «ветеринарний лікар» було засновано при управлінні поліції в Москві у 1811 році, у Петербурзі — в  1814 році, в Києві — у 1845 році, де ветеринарну діяльність врегульовував «Статут ветеринарної поліції». Після цього зроблені перші кроки з ветеринарного законодавства:12.
За часів Радянського Союзу із розвитком медицини, фармакології та численних регулювальних органів вдосконалилася і система обліку, надання ветеринарної допомоги та галузеві стандарти, а також визначився головний державний орган контролю та якості сільськогосподарської сировини, а законодавча база зазнавала суттєвих змін та вдосконалювалася.
З початку періоду незалежності України та до наших днів «Закон України про ветеринарну медицину» — «Ветеринарний відділ з державною ветеринарною інспекцією» (1992), а до 2011 року контролюючим органом стала «Державна ветеринарна та фітосанітарна служба України»:381. З вересня 2014 року «Державна служба України з питань безпечності харчових продуктів та захисту споживачів».

## Персоналії
В Україні викладання тваринництва і ветеринарної медицини почалося у Києво-Могилянській академії. Провідне місце у становленні ветеринарній медицині у Російській імперії в 2-й половині 18 століття займали науковці походженням з України, зокрема існує думка, що професор О. Шумлянський і випускник Києво-Могилянської академії професор М. Тереховський (обидва родом з Полтавщини) стояли біля витоків зародження ветеринарних знань. Значну роль у цьому процесі відіграли також професор А. Яновський і Г. Прозоров, які були першими українцями-академіками ветеринарної медицини (1-а половина 19 століття).
Серед відомих іноземних вчених ветнауки, які отримали світове визнання, — Х. Гельман і О. Кальнінґ (запропонували туберкулін і малеїн для діагностики туберкульозу і сапу), К. Скрябін (засновник наукової школи з гельмінтології), С. Муровцев (розробник низки вакцин і методів діагностики), С. Вишелеський, О. Климов, К. Боль, О. Студенцов, М. Сюрін (автори підручників і фундаментальних праць з ветеринарної медицини), А. Саркісов (винахідник першої в світі вакцини проти стригучого лишаю). Серед сучасників значний внесок у хірургію, імплантологію та травматологію ветеринарної медицини зробив  ветеринарний лікар нейрохірург, ортопед Ноель Фіцпатрік.
Значний внесок у розвиток ветеринарної медицини зробили українські вчені: Л. Ценковський (створив першу в Російській імперії вакцину проти сибірки та заснувавши наукову ветшколу бактеріологів), Д. Конєв (запропонував вакцини проти бешихи свиней), І. Кулеско (вперше розробив і застосував високоефективну вакцину проти чуми свиней), а також Є. Андреєв, В. Бабкін, С. Баженов, І. Гладенко, С. Ґжицький, О. Говоров, О. Дедюлін, М. Доронін, І. Дорошко, П. Жованик, Г. Звєрєва, С. Іваницький, В. Касьяненко, М. Кльосов, Г. Кудрявцев, Д. Логвинов, І. Лукашов, І. Магда, І. Поваженко, М. Прокоф’єва, М. Рево, А. Собко, П. Фукс, С. Дідовець, Д. Мельничук, В. Горжеєв та багато інших.  
Харківський ветеринарно-бактерологічний інститут. Багато хто з видатних науковців-ветеринарів, потрапив під слідство та був ув'язнений, коли у листопаді 1930 року ДПУ УРСР викрило, так звану "Всеукраїнська контрреволюційна організація ветеринарів і бактеріологів". Вигадливі сталінські слідчі одразу "знайшли" і керівне ядро цієї зграї "ворогів народу", що начебто таємно працювало у Харкові, і "широко розгалужену мережу периферійних осередків по всій Україні". У матеріалах справи було написане наступне: "У період 1921-1925 рр, діяльність контрреволюційної групи, очолюваною М.Д. Агаллі відзначається активізацією, зокрема, на всеукраїнських ветеринарних з'їздах і нарадах, на яких група М.Д. Агаллі виступає згуртовано, за заздалегідь відпрацьованими планом дій і тактикою проти настанов радянської влади. Відбувається процес захоплення керівних посад в адміністративних та науково-дослідних установах України. Потім, М.Д. АгаллІ перейшов до Інституту науковою та практичної ветеринарії, на посаду директора. Де на посадах керівників відділами працювали його однодумці: майбутній професор і доктор ветеринарних наук Г.А. Кудрявцев,  Я.Е. Василець і запрошені з Москви випускники Харківського ветеринарного інституту Б.И. Обухівський і П.П. Вишнєвський. В апараті ветеринарного управління Наркомзема України, відбувалося теж саме, найвищі керівні посади зайняли Н.Н. Веселовський — завідувач эпізоотологіческим відділом, М.І. Ільяшенко — завідувач лабораторного підвідділу, В.І. Максаков — завідувач відділу постачання, П.А. Космінський — завідувач Харківським губернським ветеринарним відділом. Поступово здійснюється перехід, від широко поширеного саботажу до ветеринарного та бактеріологічного шкідництва. Безкарність фактів шкідництва (внаслідок його вдалого маскування керівним ядром групи), надає останній, ще більшій сміливості, і до кінця 1925 року, група переходить до ще більш рішучого шкідництва у галузі тваринництва. У місті Харкові створюється потужне керівне ядро із периферійними осередками; йде посилене вербування нових членів. Група перетворюється на потужну "Всеукраїнську контрреволюційну організацію ветеринарів і  бактеріологів", що мала на меті активну боротьбу проти радянської влади задля її повалення, із застосуванням будь-яких засобів, таких як бактерологічна війна."..........Всього було засуджено 17 осіб, шість з яких — співробітники інституту: М.Д. Агаллі (директор інституту), Б.И. Обухівський Г.А. Кудрявцев, Я.Е. Василець, П.П. Вишнєвський, П.М. Козелкин. Усі вони були засуджені до розстрілу, який незабаром було змінено 10-річним ув'язненням у концтаборах Казахстану. Ніхто з тих науковців на роботу до інституту не повернувся. Друга хвиля репресій: 1937-1938,  у Харківській області "було розкрито" та ліквідовано антирадянську правотроцькистську терористично-шкідницьку організацію. Було заарештовано 10 співробітників інституту: И.М.Фирсов (директор інституту), Б.М. Гурвич, Д.С. Романов, И.Б. Тамарин, А.С. Холопів, Н.И. Середа, А.А. Майборода, А.А. Ковальов, И.Т. Батюк, М.Д. Клесов.; И.М. Фирсов, Б.М. Гурвич, Д.С. Романов — було розстріляно у 1938-ому; И.Б. Тамарин та А.С. Холопів — загинули у в'язниці;  А.А. Ковальов відбував 6 років у таборах Кемеровської області; ще четверо Н.И. Середа, А.А. Майборода, И.Т. Батюк, М.Д. Клесов було звільнено згодом, але через важкі травмування, отримані ними у в'язниці, повернутися на роботу до інституту змогли не всі. 
1. 1 2 3 4 5  В. О. Бусол, А. Ф. Євтушенко, Д. І. Бондаренко, В. А. Ситнік (2005). ОРГАНІЗАЦІЯ ВЕТЕРИНАРНОЇ СПРАВИ ПІДРУЧНИК (PDF) (укр.) . Київ: Культурно-освітній,видавничо-поліграфічний  центр  «Златояр». ISBN 966-628-088-4.
2. 1 2 3  Ветеринарна медицина - Енциклопедія Сучасної України. esu.com.ua. Архів оригіналу за 5 серпня 2020. Процитовано 5 серпня 2020.
3. ↑  Дідовець С. Р. Організація і планування ветеринарної справи: навчальний посібник для учнів сільськогосподарських технікумів зі спеціальності «Ветеринарія». — Київ: Вища школа, 1980.
4. 1 2 3  Довгань, В.І. (2011). Історичний контекст становлення державного управління у галузі ветеринарної медицини (укр.) . Хмельницький: Хмельницький університет управління та права. с. 380.
5. ↑  Про затвердження Положення про Державну ветеринарну та фітосанітарну службу України (укр.) . Верховна Рада України. 2019. Архів оригіналу за 21 січня 2022. Процитовано 05.08.2020.
6. ↑  Наші випускники. nubip.edu.ua. Архів оригіналу за 28 лютого 2022. Процитовано 5 серпня 2020.
7. ↑  Королев, Королев Анатоій Григорович, канд. Вет. Наук, докторант НААН (м. Київ) (21.12.07). Королев А. Г. Институт научной и практической ветеринарии Наркомзема УССР в годы репрессий (PDF). Національна наукова сільськогосподарська бібліотека Національної академії аграрних наук України (рос.). Державна наукова сільськогосподарська бібліотека НААН, 2007. Процитовано 30.12.2024.